# Gudmund Jöran Adlerbeth

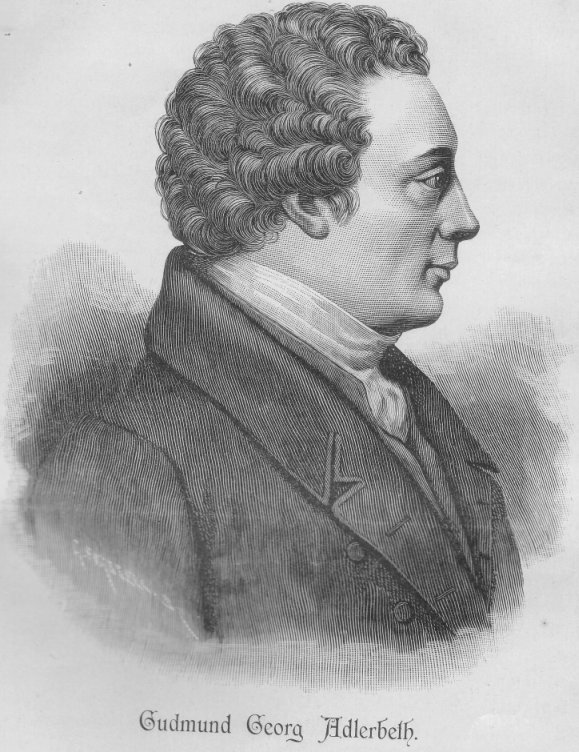
Gudmund Jöran Adlerbeth, Kupferstich von G. Fahlcrantz.

Gudmund Jöran Adlerbeth (* 21. Mai 1751 in Jönköping; † 7. Oktober 1818 auf Ramsjöholm) war ein schwedischer Staatsmann, Gelehrter und Dichter.

## Leben
Gudmund Jöran Adlerbeth war der älteste Sohn eines Assessors am hohen Gerichtshof zu Gotland. Dieser gab sein Amt bald nach der Geburt seines Sohns auf, um sich ganz dessen Erziehung widmen zu können. Adlerbeth studierte dann von 1768 bis 1771 an der Universität Uppsala. 1770 wurde er in die literarische Gesellschaft Utile dulci aufgenommen. Er  trat 1771 in die königliche Kanzlei ein und arbeitete hier für das Kriegswesen und die auswärtigen Angelegenheiten. 1778 wurde er zum Reichsantiquar und Privatsekretär des Königs Gustav III. ernannt. 1783 begleitete er den Monarchen nach Rom, wo er bis 1785 blieb. Nach der Rückkehr in sein Vaterland wurde er bei Gründung der Schwedischen Akademie 1786 eines ihrer ersten Mitglieder und im gleichen Jahr Mitglied der Kungliga Vitterhets Historie och Antikvitets Akademien (wo er bis 1792 auch als Sekretär amtierte) sowie 1788 Mitglied der königlichen Akademie der Wissenschaften, der er in der Folge zweimal als Präsident vorstand. 1787 wurde er zum Kanzleirat ernannt, in welcher Stellung er bis zu seinem einstweiligen, auf seinen eigenen Wunsch 1793 erfolgten Austritt aus dem Staatsdienst blieb.
Danach lebte Adlerbeth auf seinem Gut als Landwirt. 1801 wurde er von Gustav IV. zum Kommandeur des Nordstern-Ordens ernannt. Als Gustav IV. 1809 durch eine Revolution gestürzt und Karl XIII. zum neuen König gemacht wurde, wählte der Reichstag Adlerbeth zum Mitglied des Verfassungsausschusses, und er beteiligte sich an der Revision der Reichsgrundgesetze. Dann wurde er Staatsrat, zum Baron erhoben und kurz danach zum Ritter des Seraphinenordens erkoren. Außerdem war er Ritter des königlichen Ordens Karls XIII., der Freimaurern vorbehalten ist. Im Jahr 1815 zog er sich von allen Staatsämtern zurück, ging nach Småland und übernahm bis zu seinem Tod im Alter von 67 Jahren am 7. Oktober 1818 nur literarische Arbeiten. 
Sein Sohn Jakob Adlerbeth (* 1785; † 1844) war Altertumsforscher und eigentlicher Stifter des literarischen Bundes Götiska Förbundet.

## Werk
Adlerbeth schuf ein umfangreiches literarisches Œuvre. So schrieb er Tragödien (die allerdings keine größere Bedeutung erlangten) und Operntexte mit antiken Stoffen nach dem Vorbild französischer Autoren wie Racine und Voltaire. Zwei seiner Dramen, Ifigeni i Auliden und Fedra och Hyppolyt, sind Übersetzungen Racines. Er wurde dem König Gustav III. 1773 durch den Grafen von Gyllenborg, einen der besten schwedischen Dichter jener Zeit, vorgestellt und überreichte dem Monarchen ein Exemplar seiner Übersetzung von Racines Iphigénie en Aulide. Daraufhin übertrug Gustav III. ihm und Gyllenborg die Abfassung des Dramas Birger Jarl, zu dem der König selbst den Entwurf gemacht hatte.  Eine weitere Tragödie, die Adlerbeth 1799 nach einem schwedischen Motiv gestaltete, trägt den Titel Ingiald Illråda. Relativ erfolgreich war sein in Griechenland spielendes Drama Kelonid (1802). Operntexte Adlerbeths nach antiken Themen sind u. a. Neptun och Amphitrite, Procris och Cephal und Amphion.
Insbesondere war Adlerbeth als Übersetzer mehrerer römischer Dichter gefeiert; so übertrug er alle Werke des Vergil, die Metamorphosen des Ovid sowie die Oden, Epoden und Satiren des Horaz ins Schwedische. Auf diesem Gebiet war er zum Teil Schüler von Johann Heinrich Voß. Er war der Erste, der die schwedische Metrik systematisch darstellte; auch der Erste, der in Schweden Aufmerksamkeit für die altisländische Poesie erweckte. Seine bedeutsamen, aber nicht immer objektiven Memoiren (Historiska anteckningar) erschienen nach seinem Tod (hrsg. von Gustaf Andersson, 3 Bde., 1856f.; neue Ausgabe von Elof Tegnér, 1892f.).